# Феррара, Джузеппе
Джузеппе Феррара (итал. Giuseppe Ferrara; 15 июля 1932, Флоренция, Италия — 25 июня 2016, Рим, Италия) — итальянский режиссёр и сценарист. В 1987 году его фильм Il caso Moro был показан на 37-м Берлинском Кинофестивале. За роль в этом фильме Джан Мария Волонте получил приз — Серебряного медведя за лучшую мужскую роль.

## Фильмография
- I misteri di Roma (1963) — Эпизод
- Il sasso in bocca (1970)
- Faccia di spia (1975)
- La salute non si vende (1977)
- Дорогой папа (Caro papà) (1979)
- Panagulis vive (1981)
- Сто дней в Палермо (Cento giorni a Palermo) (1984)
- P2 Story (1985)
- Дело Моро (Il caso Moro) (1986)
- La posta in gioco (1987)
- Contra-diction (1987)
- Narcos (1992)
- Джованни Фальконе / Giovanni Falcone (1993)
- Segreto di stato (1995)
- Fascismo ieri e oggi (1995)
- Donne di mafia (2001)
- Банкиры Бога (I banchieri di Dio — Il caso Calvi) (2002)
- Guido che sfidò le Brigate Rosse (2005)
- L’aeroporto fantasma (2009)
- Roma nuda (2011) — Serie TV